# Manoir du Lieu-Binet
Le manoir du Lieu-Binet est un édifice situé à Lisieux, en France.

## Localisation
Le monument est situé dans le département français du Calvados, à l'extrême sud du territoire de Lisieux, à proximité de l'échangeur des routes départementales 579 (route de Livarot) et 613 (déviation de Lisieux).

## Architecture
L'édifice est classé au titre des Monuments historiques depuis le 2 octobre 1939.